# Салтыкова, Дарья Николаевна
Да́рья Никола́евна Салтыко́ва по прозвищу Салтычи́ха и «Людое́дка» (в девичестве — Ива́нова; 11 (22) марта 1730 — 27 ноября (9 декабря) 1801) — богатая российская помещица, позже вошедшая в историю как изощрённая садистка и серийная убийца, в отношении которой было доказано 38 убийств подвластных ей крепостных крестьян. Решением Сената и императрицы Екатерины II в 1768 году была лишена достоинства столбовой дворянки и приговорена к смертной казни, но позже мера наказания была изменена на пожизненное заключение в монастырской тюрьме, где осуждённая и умерла.

## Биография
Родилась в семье богатых столбовых дворян Николая Иванова и Анны Ивановны Давыдовой. Её дед, Автоном Иванов, был крупным деятелем времён царевны Софьи и Петра I, скопил колоссальное состояние в 16 тысяч душ. Дарья была третьей из пяти дочерей, у неё были две старшие сестры, Феодора и Татьяна, и две младшие сестры, Аграпина и Марфа (1733—1800). Даты жизни родителей Дарьи остались неизвестны. Однако известно, что Анна пережила Николая и позже заново вступила в брак, взяв себе новую фамилию — Бередихина.
Род Салтыковых был довольно известным: среди предков Дарьи (но не прямых) были генерал-губернатор Москвы Семён Салтыков и царица Прасковья Салтыкова (супруга царя Ивана V).
Дарья вышла замуж за ротмистра лейб-гвардии Конного полка Глеба Алексеевича Салтыкова (около 1714—1755), дядю будущего светлейшего князя Николая Салтыкова. У них родилось два сына, Федор (род. в 1750 году) и Николай (род. в 1751), которые были записаны на службу в гвардейские полки.

### Состояние
Овдовела в 1755 году. Будучи единственной наследницей значительного капитала своего мужа, она объединила в своих руках четыре самых крупных состояния одних из наиболее богатых и влиятельных родов в Москве — Ивановых, Скрипициных, Давыдовых и Салтыковых (последние состояли в дальнем родстве с царствующим домом Романовых), таким образом, Дарья Салтыкова становится одной из богатейших женщин-вдов в Москве: она получила в своё полное владение около 600 «душ мужского пола» и 600 «душ женского пола», без учёта детей и новорождённых, в общей сложности около 1200 крепостных крестьян в поместьях, расположенных в Московской, Вологодской и Костромской губерниях, роскошное домовладение в Москве, большие поместья, а также солидное состояние.
Ей принадлежало большое и добротное имение Троицкое, все Верхние Тёплые Станы, а после смерти мужа ещё и село Красное-на-Пахре, в придачу — все его окрестности и мелкие деревни. Владения простирались от Большой Лубянки до Кузнецкого Моста, на углу которого располагалась её не сохранившаяся трёхэтажная городская усадьба.
В Костромской губернии были многочисленные имения, в частности, Плосково, Филиха, Шубиха, Белышиха, Михалиха и Савиха.
Деревни Салтычихи, которые располагались в разных губерниях, в том числе и под Москвой, приносили значительный доход. О её богатстве говорит тот факт, что не поскупилась она и на крупные взятки чиновникам и различным должностным лицам. Делала очень крупные пожертвования монастырям, храмам и церкви, занималась благотворительностью.

### Потомки
Первый сын, Федор (1750—1801), не оставил потомства. Второй же, Николай (1751—1775), от брака с графиней Анастасией Фёдоровной Головиной имел детей: Фёдора (бездетен) и Елизавету (1772—1852), которая была замужем за графом Гавриилом Карловичем де Раймонд-Моден и оставила после себя 4 потомков.
Её праправнуками являлись статс-дама и меценатка Елизавета Николаевна Гейден, предводитель дворянства Николай Николаевич и фрейлина двора Александра Николаевна Зубовы, прапраправнуками — генерал-лейтенант Николай Фёдорович, политический и общественный деятель Дмитрий Фёдорович и Мария Фёдоровна (зам. Шереметева) Гейдены, Ольга Николаевна (в замужестве Олсуфьева), Владимир Николаевич, Мария Николаевна (в замужестве Толстая) и Дмитрий Николаевич Зубовы, а также многие другие.

## Дело Салтычихи

### Преступления
Городской дом Салтычихи в Москве находился на углу улиц Большая Лубянка и Кузнецкий Мост, то есть на месте, где позже были построены доходный дом Торлецкого — Захарьина и здания, принадлежащие ныне ФСБ России. Усадьба же, где Салтычиха чаще всего совершала истязания и убийства, находилась на территории нынешнего посёлка Мосрентген (Троицкий парк) рядом с МКАД в районе Тёплого стана.
Следователь по делу Салтычихи, основываясь на данных домовых книг самой подозреваемой, составил список из 11 фамилий крепостных, судьбу которых предстояло выяснить. Согласно официальным записям, 50 человек считались «умершими от болезней», 72 человека — «безвестно отсутствовали», 16 считались «выехавшими к мужу» или «ушедшими в бега». По показаниям крепостных крестьян, полученным во время «повальных обысков» в имении и деревнях помещицы, Салтыковой было убито 75 человек, в основном женщин и девушек.
При жизни мужа за Салтыковой не замечалось особой склонности к рукоприкладству. Это была ещё цветущая, весьма набожная женщина, потому о характере психического заболевания Дарьи можно только догадываться. Овдовев, Дарья стала совершать садистские преступления. Одним из возможных диагностируемых ей диагнозов могло быть импульсивное расстройство личности. Примерно через полгода после смерти мужа она начала регулярно избивать, преимущественно поленом, прислугу. Поводы для наказания были самыми различными: от обычной улыбки до недобросовестности в мытье полов и стирке. Истязания начинались с того, что она наносила крестьянке удары попавшимся под руку предметом (чаще всего это было полено). Провинившуюся затем пороли конюхи и гайдуки, порой — до смерти. Постепенно тяжесть наносимых таким способом ран становилась сильнее, а сами истязания — продолжительнее и изощреннее. Дарья могла облить жертву кипятком или опалить ей волосы на голове. Также она использовала для истязаний горячие щипцы для завивки волос, которыми хватала жертву за уши. Часто таскала людей за волосы и при этом била их головой о стену длительное время. Многие убитые ею, по словам свидетелей, не имели волос на голове; Дарья рвала волосы пальцами, что свидетельствует о её немалой физической силе. Жертв морили голодом и привязывали голыми на морозе. Салтычиха любила убивать невест, которые в ближайшее время собирались выйти замуж.
В одном эпизоде досталось от Салтычихи и дворянину. Землемер Николай Тютчев — дед поэта Фёдора Ивановича Тютчева — длительное время состоявший с ней в любовных отношениях, в начале 1762 года женился на девице Панютиной. Из ревности Салтычиха задумала отомстить своему любовнику. Сначала она дважды посылала своих крепостных поджечь дом, в котором жил Тютчев со своей молодой женой; однако, крестьяне, испугавшись, не стали это делать, за что были подвергнуты телесным наказаниям. Затем, узнав, что Панютина отправляется в Брянский уезд, а Тютчев будет её провожать, она отправила своих крепостных с целью устроить засаду и убить обоих. Об этих планах стало известно Тютчеву, что и сорвало планируемое преступление.

### Жалобы и следствие
Жалоб на жестокую помещицу всегда шло много и при Елизавете Петровне, и при Петре III, но Салтычиха принадлежала к известному дворянскому роду и была в дальнем родстве с царской семьёй, поэтому все дела о жестокостях оказывались решёнными в её пользу. Кроме того, она не скупилась на подарки властям. Доносчиков наказывали кнутом и ссылками в Сибирь.
Первоначальные жалобы крестьян привели лишь к наказаниям самих же жалобщиков, поскольку у Салтычихи было много влиятельных родственников, и ей удавалось подкупать должностных лиц. Но двум крестьянам, Савелию Мартынову и Ермолаю Ильину, жён которых она убила, в 1762 году всё же удалось передать жалобу только что вступившей на престол Екатерине II.
Хотя Салтычиха принадлежала к знатному роду, Екатерина II использовала её дело в качестве показательного процесса, который ознаменовал новую эпоху законности, а также для демонстрации московскому дворянству власти и готовности бороться со злоупотреблениями на местах.
Московской юстиц-коллегией было произведено следствие, продолжавшееся 6 лет. По итогам следствие пришло к заключению, что Дарья Салтыкова «несомненно повинна» в смерти 38 человек и «оставлена в подозрении» относительно виновности в смерти ещё 26 человек.

### Суд и приговор
Жертвами мучительницы Салтычихи могли стать 139 человек. Судебное разбирательство длилось 6 лет. В конце концов судьи признали обвиняемую «виновной без снисхождения» в 38 доказанных убийствах и пытках дворовых людей. Однако сенаторы не стали выносить конкретного приговора, переложив бремя принятия решения на царствующего монарха — Екатерину II. В течение сентября 1768 года Екатерина несколько раз переписывала приговор. Сохранилось четыре собственноручных наброска приговора императрицы. 2 октября 1768 года Екатерина направила в Сенат указ, в котором очень подробно описала как наложенное на Салтыкову наказание, так и порядок его отправления. На полях подлинника этого указа рукою Екатерины зачеркнуто слово она, и в указе было предписано впредь «именовать сие чудовище мущиною». То есть императрица хотела сказать, что Салтыкова недостойна называться женщиной.
Салтыкова была приговорена:
1. к лишению дворянского звания;
2. к пожизненному запрету именоваться родом отца или мужа, также запрещалось указывать своё дворянское происхождение и родственные связи с иными дворянскими фамилиями;
3. к отбыванию в течение часа особого «поносительного зрелища», в ходе которого осуждённой надлежало простоять на эшафоте прикованной к столбу с надписью над головой «мучительница и душегубица»;
4. к пожизненному заключению в подземной тюрьме без света и человеческого общения (свет дозволялся только во время приёма пищи, а разговор — только с начальником караула и женщиной-монахиней).

Помимо этого, императрица своим указом от 2 октября 1768 года постановила вернуть двум сыновьям всё имущество матери, до той поры находившееся в опекунском управлении. Также указывалось предать наказанию ссылкой на каторжные работы сообщников Дарьи Салтыковой (священника села Троицкого Степана Петрова, одного из «гайдуков» и конюха помещицы).

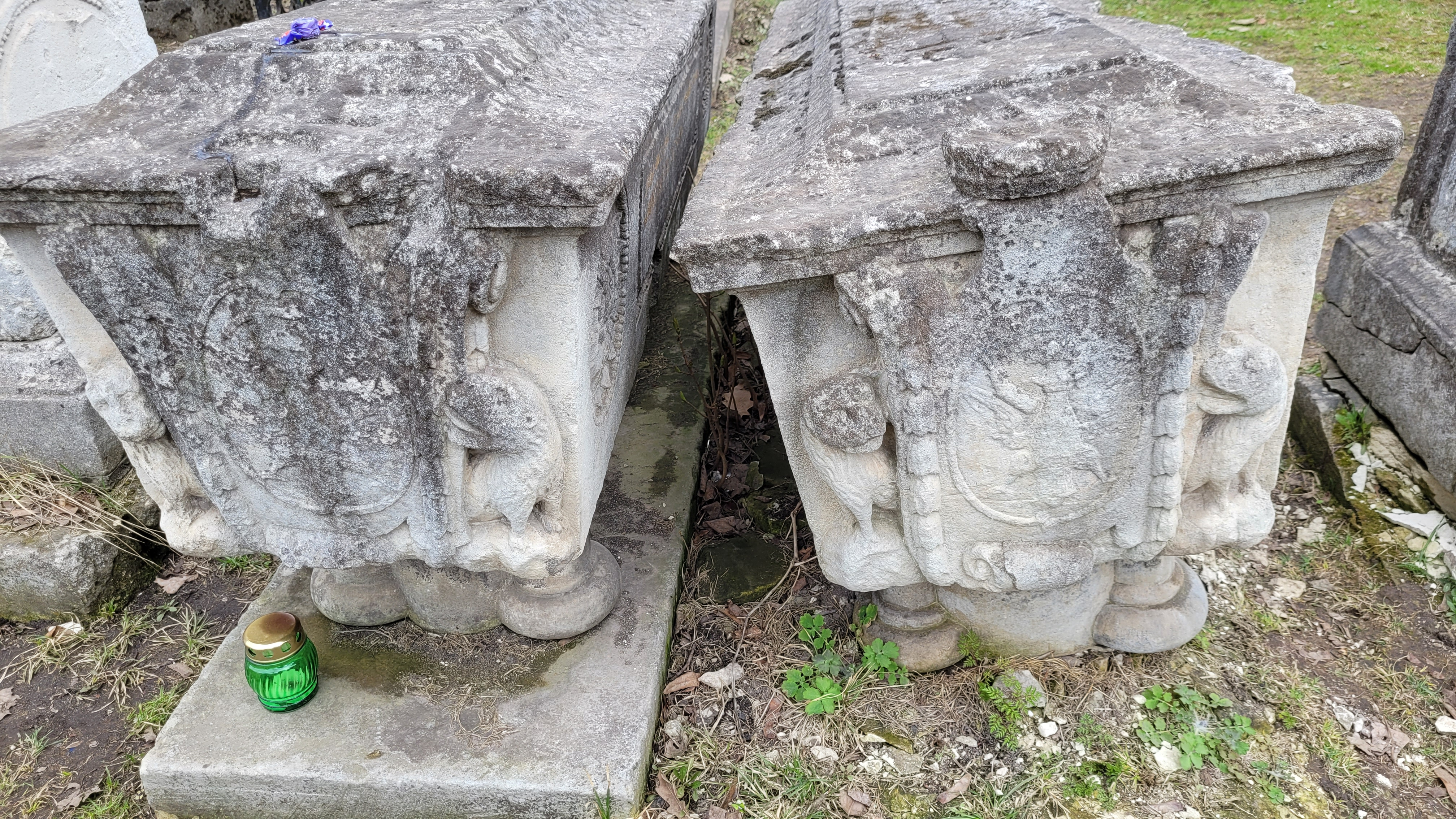
Надгробия Д.Н. Салтыковой и Ф.Г. Салтыкова на 4 участке Донского некрополя

Приговор осуждённой «Дарьи Николаевой дочери» в части «поносительного зрелища» был приведён в исполнение 17 октября 1768 года на Красной площади в Москве. Затем в московском Иоанно-Предтеченском женском монастыре, куда прибыла осуждённая после наказания на Красной площади, для неё была приготовлена особая камера, названная «покаянной». Высота отрытого в грунте помещения не превышала трёх аршин (то есть 2,1 метра), оно полностью находилось ниже поверхности земли, что исключало всякую возможность попадания внутрь дневного света. Узница содержалась в полной темноте, лишь на время приёма пищи ей передавался свечной огарок. Салтычихе не дозволялись прогулки, ей было запрещено получать и передавать корреспонденцию. По крупным церковным праздникам её выводили из тюрьмы и отводили к небольшому окошку в стене храма, через которое она могла прослушать литургию. Жёсткий режим содержания продлился 11 лет, после чего был ослаблен: осуждённая была переведена в каменную пристройку к храму с окном. Посетителям храма было дозволено смотреть в окно и даже разговаривать с узницей. По словам историка, «Салтыкова, когда бывало сберутся любопытные у окошечка за железною решёткою её застенка, ругалась, плевала и совала палку сквозь открытое в летнюю пору окошечко». В то же время есть сведения, что, находясь в заключении, она родила ребёнка от караульного солдата, но пол ребёнка и его судьба остались неизвестными. После смерти заключённой её камера была приспособлена под ризницу, которая была разобрана в 1860 году вместе со зданием церкви. Провела она в тюремном заточении 33 года и умерла 27 ноября 1801 года. Похоронена на кладбище Донского монастыря, где была похоронена вся её родня. Надгробье сохранилось на Донском кладбище. Сын похоронен рядом.

## Оценки
Историк А. Б. Каменский отмечает: 
Именно в царствование Екатерины II крепостничество достигло высшей точки своего развития: помещики получили право ссылать своих крестьян на каторгу (1765), крепостным запрещалось подавать жалобы на помещиков в «собственные руки», то есть непосредственно императрице (1767), и др. И хотя правительство устраивало показательные процессы над помещиками (например, «дело Салтычихи» — помещицы Московской губернии Д. Н. Салтыковой, крайне жестоко обращавшейся с крепостными крестьянами), власть дворян над крепостными была безгранична.

Историк М. А. Рахматуллин указывает: 
В помещичьих имениях наказать крепостного розгами, батогами, плетьми, посадить в цепях и колодках на хлеб и воду было делом обыденным. К таким наказаниям прибегали учёный агроном А. Т. Болотов, и поэт Г. Р. Державин, и писатель и историк М. М. Щербатов, и многие другие образованнейшие люди эпохи, становясь, по существу, в один ряд с Салтычихой. И это являлось нормой.

## В искусстве
Ни одного портрета, достоверно изображающего Дарью Николаевну, не сохранилось. За портрет Салтычихи ошибочно выдают портрет другой женщины, её тезки, Дарьи Петровны Салтыковой, которая славилась красотой и никаких убийств не совершала.

### В художественных произведениях
- Н. Э. Гейнце «Людоедка (История в преступлениях)»
- И. К. Кондратьев «Салтычиха»
- В. Я. Шишков «Емельян Пугачёв»
- В. С. Пикуль «Фаворит»
- Борис Акунин (Григорий Чхартишвили) «Кладбищенские истории» (Часть «Старое Донское кладбище (Москва)»)
- Александр Солженицын «Архипелаг ГУЛАГ»

### Изобразительное искусство
- В. Н. Пчёлин «Салтычиха».

### Образ в кино
- «Государыня и разбойник» (2009, фильм, реж. Екатерина Толдонова) — Ирина Померанцева;
- «Екатерина. Взлёт» (2016, телесериал, реж. Дмитрий Иосифов) — Александра Урсуляк;
- «Кровавая барыня» (2018, телесериал, реж. Егор Анашкин) — Юлия Снигирь;
- «Крепостная» (2019, телесериал, реж. Феликс Герчиков и Максим Литвинов) — помещица Лидия Шефер, реальным прототипом послужила Дарья Салтыкова, роль исполнила Ксения Мишина